# Angie Salazar
Angie Tatiana Salazar Salinas (Bogotá, 14 de octubre de 1999) es una futbolista colombiana que juega como defensa. Actualmente forma parte del Club Universitario de Deportes de la Liga Femenina FPF.
Ha sido parte de clubes como América de Cali, La Equidad y Deportivo Cali de la Liga Profesional Femenina de Fútbol de Colombia, en este último equipo logró el cuarto puesto en la Copa Libertadores 2022.
En el año 2017 debutó profesionalmente con el Deportivo Pereira, equipo donde más destacó hasta la actualidad, incluso anotando su primer gol internacional con tal equipo. 

## Clubes
| Club                      | País     | Año           |
| ------------------------- | -------- | ------------- |
| Deportivo Pereira         | Colombia | 2017 - 2019   |
| América de Cali           | Colombia | 2020          |
| La Equidad                | Colombia | 2021          |
| Deportivo Cali            | Colombia | 2022          |
| Universitario de Deportes | Perú     | 2023-presente |